# Оболонь (місцевість Києва)
Оболо́нь — історична місцевість, промислова зона, житловий масив в Оболонському районі міста Києва. Розташована на правому березі Дніпра, між Дніпром, проспектом Степана Бандери, вулицями Вербовою і Сім'ї Кульженків.

## Значення назви
Назва Оболонь (оболоня, болоння, болонь) має давньоукраїнське походження і значить заплавні луки, заплави, низові рівнини біля річок, озер, ставків. Оболонь може значити також найближчий кордон міста, його «оболонку». Назва місцевості характеризує не тільки її географічний чи економічний характер, але й характер забудови. Оболонь дійсно розташована на намивних ґрунтах, раніше — заплавних придніпровських луках.

## Давнина
Стоянки первісної людини на Оболоні існували ще в IV тисячолітті до нашої ери. Бронзові та інші знахідки, що належать до поселень кінця I тисячоліття до н. е. — II століття н. е., відкрили для дослідників на площі в 25 тисяч м² 66 заглиблених осель та 918 господарських ям унікальної Зарубинецької культури.
Київська Оболонь (Болоння) згадується з часів Київської Русі. В епоху Давньокиївської держави Болоння згадується в літописах під 1096, 1151, 1161, 1169, 1174 роками.
Тут відбувались битви з кочовиками — нападниками. Також тут з'ясовували свої міжусобні стосунки князі, а поряд знаходилось капище Велеса, бога сили, достатку та родючості. Удобрювана природним шляхом, ця місцевість страждала від повеней, тому в прибережних місцях будинки будувались на палях.
У Середньовіччі землі Оболоні стали настільки престижними, що їх прагнули дістати багато хто. Мало того в суперечках за межі наділів доходили не тільки до судового розгляду, а й до рукоприкладства. Щоб вирішити земельні конфлікти доводилося втручатися першим особам держави. Справедливість на Оболоні наводили гетьмани Богдан Хмельницький і Іван Мазепа.

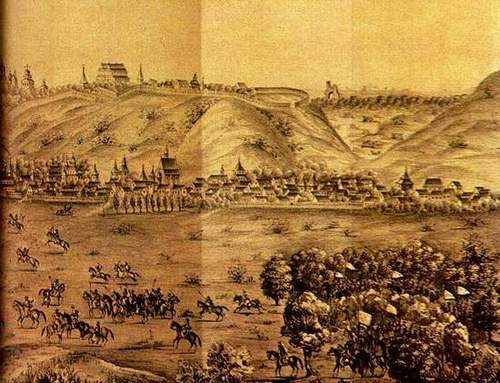
Оболонська лука у XVII столітті
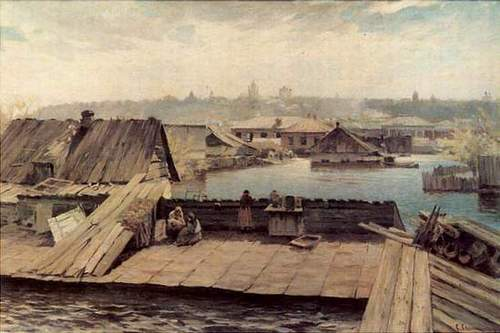
Розлив Дніпра на Оболоні, 90-ті роки XIX століття

## Сучасна забудова
Забудова Оболоні здійснювалася згідно з генеральним планом розвитку Києва за 1967 рік. Будівництво здійснювалося на намивному ґрунті: з 1970 року — промзони, з 1972-го — житлового масиву (його центральна магістраль — Оболонський проспект).
Основна забудова виконана в 1973—1982 роках. Автори проєкту — архітектори Г. М. Слуцький, Ю. А. Паскевич, Л. І. Філенко та ін. При плануванні масиву велика увага приділялася природним умовам місцевості. Автори інженерного проєкту також врахували небезпечну близькість Київського водосховища. З метою захисту майбутнього масиву від підтоплень, берегова лінія була піднята на 4-5 метрів.

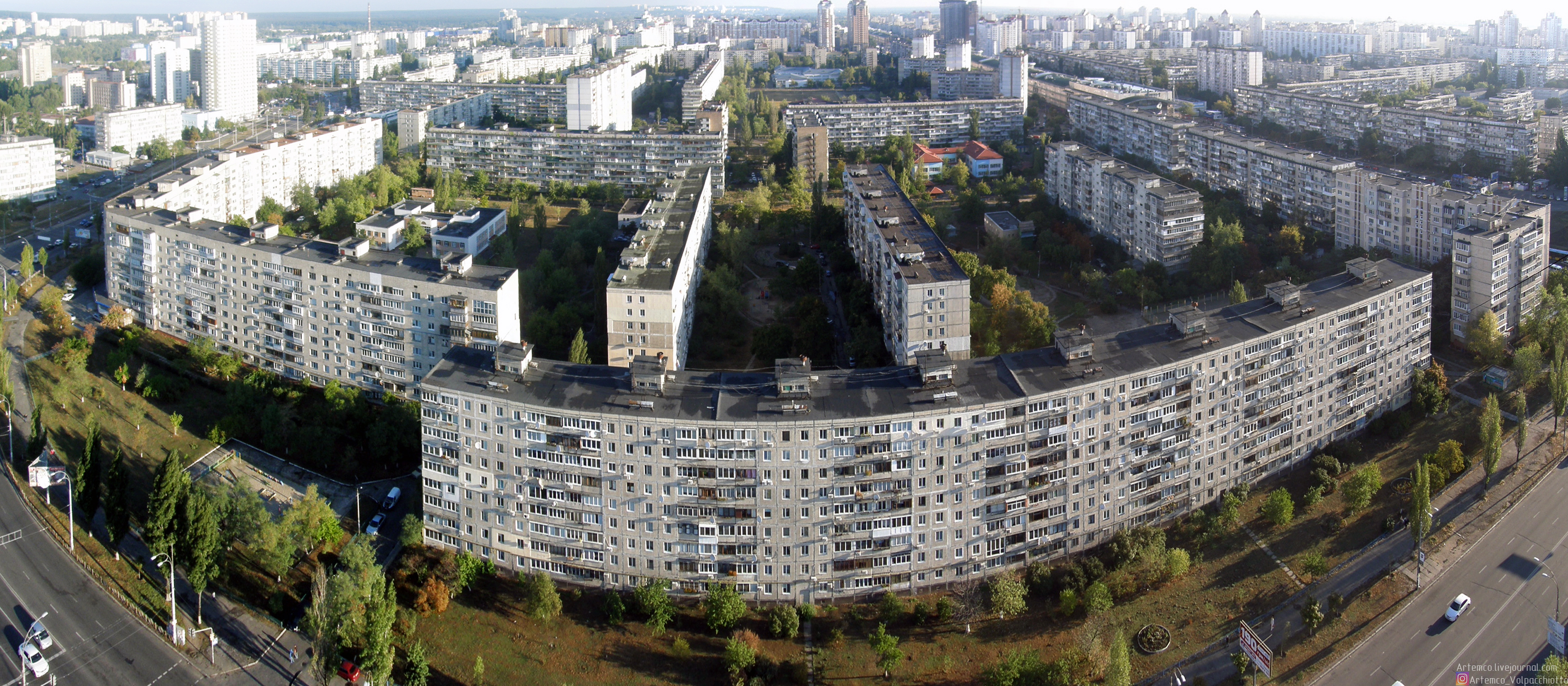
5-й мікрорайон
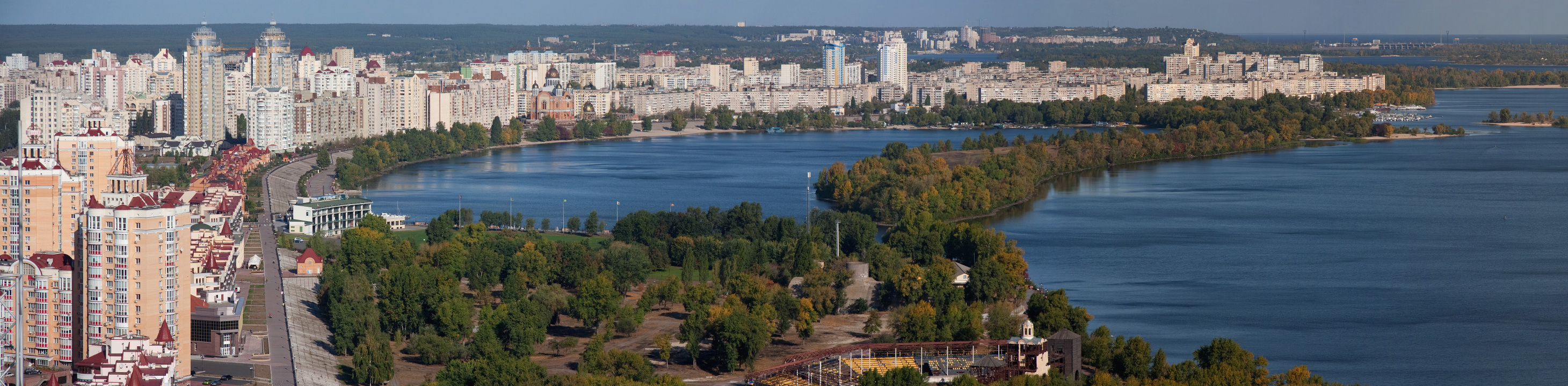
Сучасна Оболонь

Масив забудований в основному 9 і 16 поверховими будинками, і спланований за особливим, стільниковоподібним планом — мікрорайони нагадують стільники за формою. У кожному мікрорайоні — дитячі садки, школи, універсами, є два кінотеатри. 1981 року у другому мікрорайоні звели перший у місті монолітний 17-поверховий будинок, а 1990 року — найвищий на той час житловий 22-поверховий будинок («Будинки-ромашки»). Цікава також система бюветів, які є в кожному мікрорайоні. З центром міста Оболонь сполучалася лінією метрополітену — у 1980 році були відкриті станції «Петрівка» і «Проспект Корнійчука» (пізніше перейменована в «Оболонь»), у 1982-му — «Мінська» і «Героїв Дніпра».
У 1981 році за проєкт інженерної підготовки території житлового масиву «Оболонь» колектив державного підприємства «Київпроект» був удостоєний Премії Ради Міністрів СРСР.
В ході другого періоду забудови, який розпочався в новому тисячолітті, на Оболоні з'явилися нові, 22-25 поверхові житлові будинки, побудовані в основному ближче до Дніпра. Серед них зведено масштабні релігійні споруди — Покровський собор та храм Різдва Христового. На прибережній частині Оболоні створено прогулянкову набережну з пляжною зоною, озелененням та декоративними скульптурами, яка є популярною зоною відпочинку серед киян.